# Raúl Anguiano
José Raúl Anguiano Valadez, född 26 februari 1915 i Guadalajara, död 13 januari 2006, var en mexikansk konstnär.
Anguiano verkade utbildade sig till konstnär i hemstaden innan han 1934 flyttade till Mexico City och där anslöt sig till den realistiska mexikanska konstnärsrörelsen företrädd av Diego Rivera. Anguiano utförde ett flertal freskomålningar som utsmyckning av offentliga byggnader men gjorde sig främst känd för sina kvinnoporträtt och skildringar av indianskt liv.